# Travale
Travale est une frazione située sur la commune de Montieri, province de Grosseto, en Toscane, Italie. Au moment du recensement de 2011 sa population était de seulement 59 habitants.

## Géographie
Le hameau est situé dans le Monts Métallifères, dans la partie nord du territoire municipal.

## Monuments
- Église Santi Michele e Silvestro (XIVe siècle) de style roman, avec l'ancien oratoire de la Compagnia.
- Murailles de Travale,fortifications médiévales.